# Operation Jupiter
 (août 2015).
Si vous disposez d'ouvrages ou d'articles de référence ou si vous connaissez des sites web de qualité traitant du thème abordé ici, merci de compléter l'article en donnant les références utiles à sa vérifiabilité et en les liant à la section « Notes et références ».
Pour les articles homonymes, voir Hostages.
Ne doit pas être confondu avec Opération Jupiter.
Operation Jupiter (aussi titré Hostages en Europe et au Japon, ou encore Hostage: Rescue Mission aux États-Unis)  est un jeu vidéo développé par New Frontier et édité par Infogrames. Il est sorti sur plusieurs plateformes comme l'Acorn Electron, Archimedes, Atari ST, Amiga, Apple IIGS, Amstrad CPC, BBC Micro, Commodore 64, Thomson MOTO, DOS, MSX, NES et la ZX Spectrum en 1988. Le portage Nintendo Entertainment System s'intitule Rescue: The Embassy Mission. La musique est d'Alberto José González.

## Système de jeu

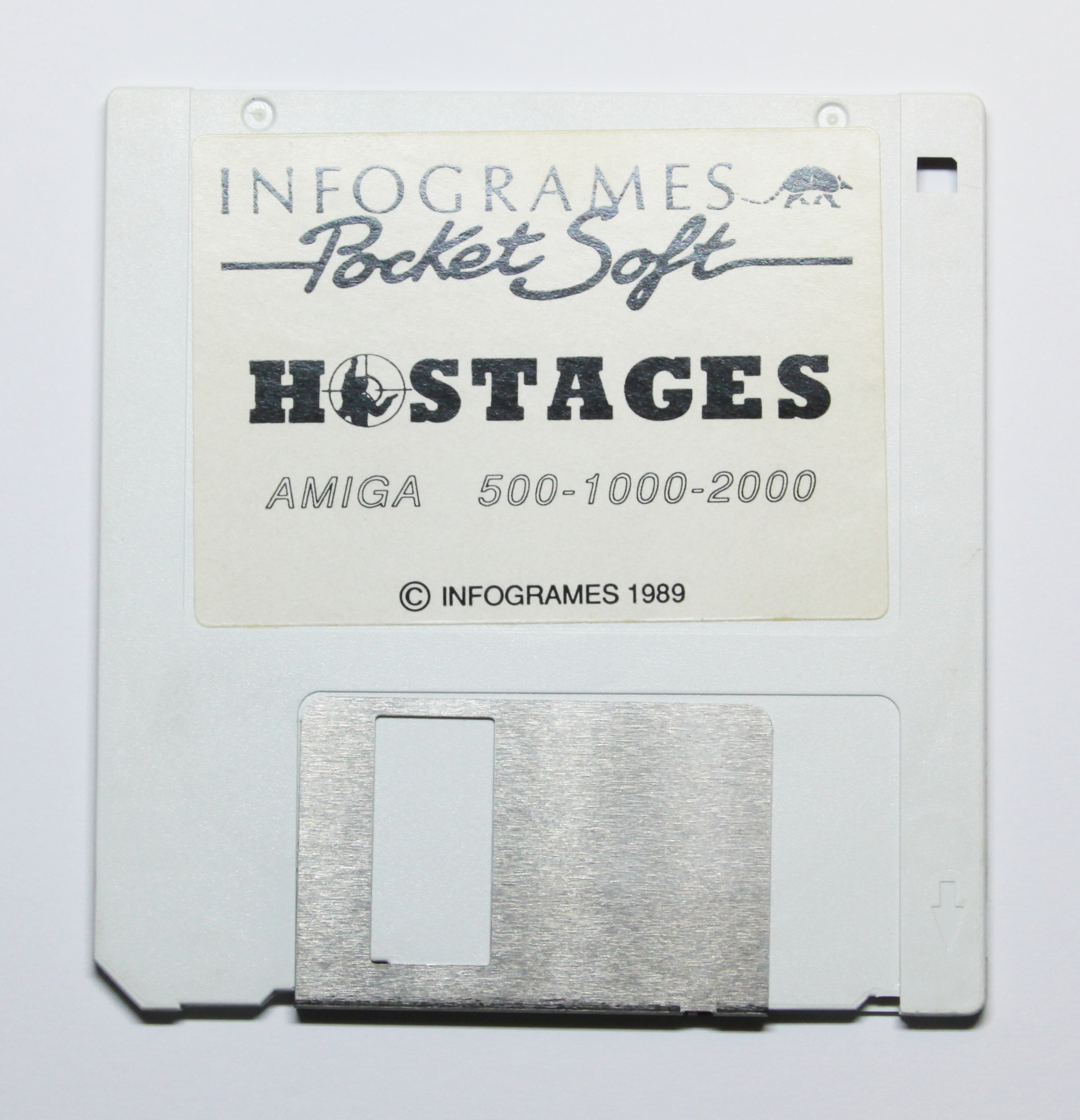
La disquette Amiga.

Dans Operation Jupiter, un groupe terroriste a envahi une ambassade à Paris. Le joueur prend le contrôle d'une équipe de six hommes du GIGN en mission pour libérer les otages.
Le jeu est divisé en deux ou trois sections distinctes (selon la plate-forme) :
1. Dans la première partie du jeu, le joueur doit mettre trois hommes en position pour qu'ils puissent tirer sur le bâtiment. Ce faisant, les hommes doivent éviter les projecteurs en plongeant pour se mettre à l'abri dans les portes, les fenêtres et derrière les clôtures ainsi qu'en roulant, en rampant et en courant. Si le joueur est pris dans un projecteur, le tireur d'élite se fait tirer dessus et risque d'être abattu.
2. La deuxième partie consiste à entrer dans le bâtiment avec les trois autres hommes. Dans certaines versions du jeu, cette section est liée à la première partie. Les hommes du joueur descendent en rappel sur le côté du bâtiment pour choisir dans quelle pièce entrer, tandis que les tireurs d'élite qui ont été positionnés plus tôt peuvent être utilisés pour tirer sur les terroristes à travers les fenêtres.
3. Le bâtiment doit ensuite être fouillé, abattant les terroristes et trouvant les otages dans le processus. Dans certaines versions du jeu, les otages doivent être emmenés dans une pièce sécurisée.

## Accueil
Operation Jupiter ont été bien accueillis par les critiques. Le jeu a reçu 5 étoiles sur 5 dans le magazine Dragon Computer Gaming World a donné un avis positif à la version PC, noter une mauvaise réponse du joystick et du clavier était un problème important dans un jeu autrement «génial». Compute! a appelé Operation Jupiter "l'un des meilleurs jeux de combat Amiga", notant qu'il n'impliquait ni extraterrestres ni épées.

## Héritage
Une suite de l'Operation Jupiter, Alcatraz (en), a été publiée par Infogrames pour Amiga, Atari ST et MS-DOS en 1992.